# Kazuhiko Inoue
Pour les articles homonymes, voir Inoue.
Kazuhiko Inoue (井上和彦, Inoue Kazuhiko), né le 26 mars 1954 dans la préfecture de Kanagawa au Japon, est un acteur spécialisé dans le doublage, appelé au Japon un seiyū.

## Rôles notables

### Animes
- Akage no An : Gilbert
- Ankoku Shinden Takegami : Koichi
- Antique Bakery : Jean-Baptise Hevens
- Anpanman : Katsubushiman
- Asagiri : Les prêtresses de l'aube : Tadaaki Amatsu
- Atoragon : Storner
- Bakumatsu kikansetsu irohanihoheto : Ibaragi Sōtetsu
- Banner of the Stars I - II - III : Nélaith et Néféc Biboth
- Bats and Terry : Batsu
- Battle Athletes Daiundōkai : Eric Roberts
- Battle Royal High School : Yūki Toshihiro
- Biohunter : Kamagaya
- Blue Comet SPT Layzner : Null Alberto/Eiji Asuka
- Blue Seed : Mamoru Kusanagi
- Bomberman Bidaman Bakugaiden : Sasuraibon (épisode 16)
- Borgman : Chuck
- Boruto: Naruto Next Generations (animé, OAV et films) : Kakashi Hatake
- Candy : Anthony
- Capitaine Flam : Ken Scott
- Captain Tsubasa : Carlos Santana
- Cathy la petite fermière : Akki
- Chogattai Majutsu Robot Ginguiser : Goro Shirogane
- Chrno crusade : Aion
- City Hunter : Shin'ichi Yotsui (épisode 22)
- Cosmo Police Justy : Just Kaizard
- Cowboy Bebop: Knockin' on Heaven's Door : Ghadkins
- Creamy, merveilleuse Creamy : Shingo Tachibana
- Cyberpunk: Edgerunners : Faraday
- Cyborg 009 : Shimamura Joe/009
- Détective Conan : Inspector Shiratori
- Daimaju Gekito: Hagane no Oni : Haruka Alford
- Dangaioh : Burst (épisode 3)
- Darker than Black : November11
- Densetsu Kyojin Ideon - Hatsudou Hen : Hatari Naburu
- Densetsu Kyojin Ideon - Sesshoku Hen : Hatari Naburu
- Détective Conan (films et OAV) : Inspecteur Shiratori, Kyosuke Kazato
- Doraemon (anime, OAV et films) : Nobita's teacher, T/P Squad, Yoshihide
- Dream Dimension Hunter Fandora : Sorto
- Earthian : Kagetsuya
- Elementalors : Shiki
- Ergo Proxy : Kazukisu (épisode 9)
- Excel Saga : Dick, Shioji Gojo
- FLCL
- Fairy Tail : Gildartz Clive
- Fang of the Sun DOUGRAM : Krin
- Five Star Stories : Colus III
- Fruits Basket : Hatori Sōma
- Fuma no Kojirou: Yasha-hen : Kousuke Mibu
- Fushigi Yūgi : Rokou (épisode 3)
- Galaxy Angel : Dr. Minami Asagaya
- Gall Force: Earth Chapter : Bauer
- Ginga Eiyū Densetsu : Dusty Attemborough
- Gintama : Oboro
- Glass no Kamen
- Gravitation : Eiri Yuki
- Grey : Digital Target : Grey
- Hana no Ko : fermier (épisode 1), Joe (épisode 2)
- Handsome Girl : Okita
- Haou Taikei Ryuu Knight : Larser
- Haré + Guu : Regy
- Harukanaru toki no naka de : Tachibana no Tomomasa
- Haru wo Daiteita : Nagisa Sawa
- Here is Greenwood : Kazuhiro Hasukawa
- High School Aurabuster : Suguro the Raishou
- Hi no Tori - Yamato Hen : Oguna
- Host Club : Yuzuru Suoh (épisodes 25 et 26)
- Hotori - Tada Saiwai wo Koinegau : Professeur Shimizu
- Humanoid Monster Bem : Bem
- Idol Tenshi Youkoso Yoko (ja) : Mikkii
- Igano Kabamaru : Kinshirou
- Ikkyu-san : Tetsusai
- Il était une fois Windaria : Jiru
- Inu-Yasha : Ryukotsusei
- Iriya no Sora, UFO no Natsu : Enomoto
- Jojo's Bizarre Adventure: Battle Tendency : Kars
- Jungle wa itsumo Hale nochi Guu Deluxe : Reji
- Junjo Romantica : You Miyagi
- Junk Boy : Manai Tetsu
- Karakuri Kiden Hiwou Senki : Ryouma Sakamoto
- Katekyo Hitman Reborn ! : Gamma
- Kenshin le vagabond (anime et film) : Shigure
- Kikaider : Kikaider 00/Rei
- Kino no Tabi : Kino (épisode 4)
- Koutetsu Sangokushi : Ryousou Kouketsu (épisodes 1-4)
- Kujaku-Ō : Kou Kaihou (épisode 2)
- Kujibiki Unbalance : Yuya Kaburaki
- Kurozuka : Izana
- Kusatta Kyoushi no Houteishiki : Masayoshi Shibata
- Kyō kara maō! : Günter von Christ
- L'Attaque des Titans : Willy Teyber
- La Légende de Basara : Shuri
- La mélancolie de Haruhi Suzumiya : Keiichi Tamaru
- La Revanche des Gobots : Rom Stol
- Lady Oscar : Hans Axel von Fersen
- Larme ultime : le père de Shūji
- Legendz - Yomigaeru Ryuuou Densetsu : Shiron le Windragon, Ranshiin
- Leina - Wolf Sword Legend : Rom Stol, Sonoda
- Les Descendants des ténèbres : Mibu Oriya (épisodes 10, 11, 13)
- Let's Dance With Papa : Shigure Amachi
- Lucy of the Southern Rainbow : John
- Luna Varga : Gilbert
- Mahō no Yōsei Persia : Kenji Sawaki
- Maiden Rose : Klaus von Wolfstadt
- Master of Epic : The Animation Age : Cognite
- Megazone 23 Part II : Garam
- Mister Ajikko : Takao Ajiyoshi
- Mobile Suit Gundam SEED MSV Astray : Gai Murakumo
- Mobile Suit Zeta Gundam (anime et film) : Jerid Messa
- Moonlight Mile (en) : Goro Saruwatari
- Nanaka 6/17 : Onigiri
- Naruto (anime, OAV et films) : Kakashi Hatake
- Naruto Shippûden (anime, OAV et films) : Kakashi Hatake
- Natsume Yūjin-chō : Nyanko-san
- Nerima Daikon Brothers : Korean Pachinko Parlor Owner (épisode 2)
- Ninja Senshi Tobikage : Jō Maya
- Oishinbo (The Gourmet) : Shirou Yamaoka
- Omishi Magical Theater : Risky Safety : Bezetto Serges
- Otohime Connection : Michio Hirano
- Parasite Dolls (en) : Buzz
- Princess Nine : Hidehiko Hayakawa
- Ranma ½ (anime et film) : Mikado Sanzenin
- Reborn! : Tric Gamma
- Rokumon Tengai Monkore Knight : Prince Eccentro
- Rolling Star le Justicier : Muteking
- Romeo x Juliet : William
- Run wa kaze no naka : Akira Toyoda
- Saint Seiya : Ohko (épisodes 33 et 34)
- Saint Tail : Gen'ichirou Haneoka
- Samurai : Hunt for the Sword : Torai Nanban
- Samurai Deeper Kyo : Muramasa
- School Rumble : le père d'Eri (épisode 8)
- Seijūshi Bismarck : Bill Wilcox
- Seikimatsu Darling : Yoichuroh Takasugi
- Seraphim Call : père (épisode 11)
- Serial Experiments Lain : voix
- Shōwa Ahōzoshi Akanuke Ichiban! : Koujirou
- ‘’Shingeki no Kyojin’’ : Willy Teyber
- Shinshaku Sengoku Eiyuu Densetsu Sanada Juu Yuushi : Nezu Jinpachi
- Shuranosuke Zanmaken - Shikamamon no Otoko : Shurannosuke Sakaki
- Shurato : Karura Oh Reiga
- Sous le signe des Mousquetaires : Duc de Buckhingham
- Southern Cross : Alan
- Spiral: suiri no kizuna : Kiyotaka Narumi
- Starship Troopers : Smith
- Suzumiya Haruhi no yūutsu : Keiichi Tamaru (épisodes 6,8)
- Tactics : Watanabe
- Tales of Phantasia : Klarth F. Lester
- Twin Star Exorcists : Kuranashi
- Théo ou la batte de la victoire : Akio
- The Galaxy Railways : Yūki Wataru
- The Heroic Legend of Arslan : Daryūn
- Tokimeki Tonight : Rocky (épisode 27)
- La Tour au-delà des nuages : Tomizawa
- Uchuu Kaizoku Mito no Daibouken : Mitsukuni Kagerou
- Uchuu Senshi Baldios : David
- Urban Square - Kouhaku no Tsuigeki : Ryo Matsumoto
- Urusei Yatsura : Tsubame Ozuno
- Vampire princess Miyu : Pazusu
- Vie Durant : Shiriizu
- Voltron : Akira Kogane
- Voyage vers Agartha : Ryuji Morisaki
- X : Kigai Yūto
- Yamato : Akira Yamamoto
- Yoroshiku Mechadock : Nachi Wataru
- Yōtōden : Hayate no Sakon
- Yu-Gi-Oh! Duel Monsters GX : DD
- Zillion (anime, OAV et films) : Champ

### Jeux vidéo
- Battle Stadium D.O.N : Kakashi Hatake
- Bravely Default II : Elvis
- Crisis Core: Final Fantasy VII : Angeal Hewley
- Fire Emblem Echoes: Shadows of Valentia : Zeke
- Fire Emblem Heroes : Camus, Sirius, Zeke
- Kingdom Hearts 2 : Prince Eric
- Namco x Capcom : Arisu Reiji
- Naruto: Ultimate Ninja : Kakashi Hatake
- Naruto: Ultimate Ninja 2 : Kakashi Hatake
- Naruto: Ultimate Ninja 3 : Kakashi Hatake
- Naruto Shippūden: Ultimate Ninja 4 : Kakashi Hatake
- Naruto Shippūden: Narutimate Accel 2 : Kakashi Hatake
- Star Ocean: Fantastic Space Odyssey : Ashlay Barnbernt
- Super Robot Wars : Hwang Yan Long
- Super Smash Bros. Ultimate : Ken
- Tales of Phantasia : Klarth F. Lester
- Uncharted 4: A Thief's End : Sam Drake
- Zone of the Enders: The 2nd Runner : Dingo Egret
- Ghostwire Tokyo :  KK